# Мелетіанський розкол

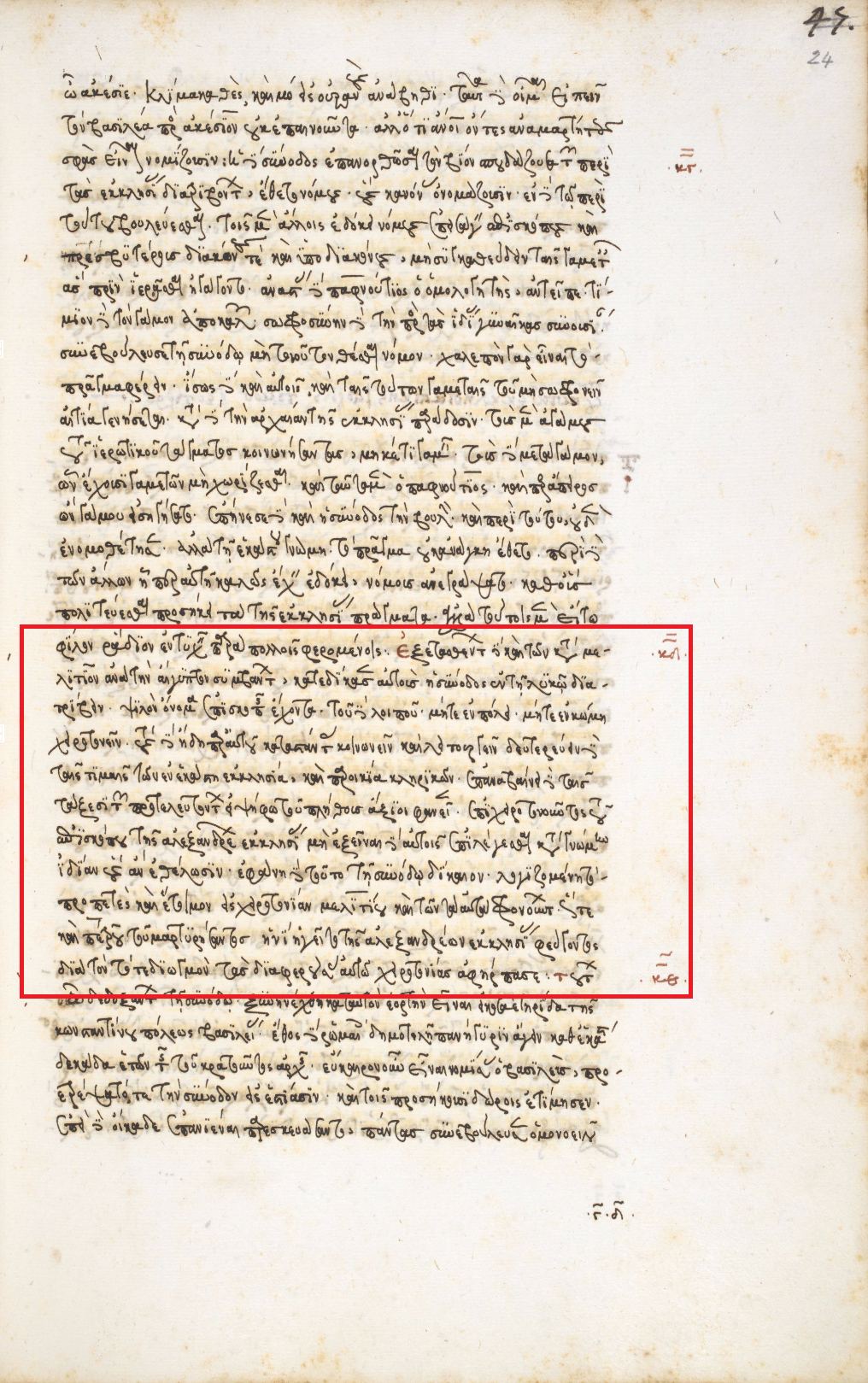
Рукопис 1524 року. Созомен. «Церковна історія» Книга 1. Глава 24. Про справу Мелития [en], як добре святий Собор розглянув його. Британська бібліотека.

Мелетіанський розкол — церковний розкол IV століття, що виник в Александрійській церкві під час Великого гоніння близько 306 року. Розкол не викликаний теологічними розбіжностями і був пов'язаний насамперед з питанням про призначення єпископів. Після Нікейського собору мелетіани взяли аріанську точку зору і в подальшому в аріанській суперечці виступали на боці противників Афанасія Великого.

## Походження
Джерела дають суперечливі уявлення про виникнення даної течії. За версією, викладеною в « Панаріоні» Єпіфанія Кіпрського, це було пов'язано з розбіжностями з питання про прийняття падших, тобто тих, хто в ході гонінь відпав від християнської віри. Вирішуючи питання про накладення покарання на них, єпископ Петро Александрійський, що був в ув'язненні і Мелетій Ликопольский (дав.-гр. Μελίτιος)  зайняли, відповідно, поблажливу і сувору позиції. Мелетій вважав для мирян необхідним тривале покаяння, а повторне прийняття в спілкування кліриків-отступніков тільки в якості мирян. Коли ж постало питання про вибір сторони в суперечці, більшість підтримала Мелетія. З тих пір вони молилися окремо і кожен ставив своїх священиків. Після мученицької смерті Петра Мелетій перебував у дружніх стосунках з його наступником Александром і розходився з ним тільки в питанні про занепалих. Послідовники Петра свою церкву називали «католицькою», а Мелетія  - «церквою мучеників».
Інша версія викладається в добірці різних послань, т. зв. «Веронських документах». З них випливає, що питання про занепалих до даного розколу відношення не мав - єпископи дорікають Мелетію в тому, що той, не маючи на те права, здійснює хіротонії. Мелетій, прибувши в Александрію в супроводі двох «честолюбців», Арія й Ісидора, відлучив пресвітерів Петра, який перебував у в'язниці і поставив замість них своїх соратників. Дізнавшись про це, Петро написав александрійцям, щоб вони не мали з Мелетієм спілкування, і пообіцяв надати цю справу на розгляд собору. З розповіді Афанасія Великого відомо, що на проведеному соборі Мелетія був звинувачений у багатьох протизаконних діяннях, в тому числі в ідолопоклонство. Позбавлений влади Мелетій, в результаті, утворив своє суспільство.
На думку В. В. Болотова, повідомлення Єпіфанія неточне і в ньому викладається сприятлива Мелетію точка зору, а питання про занепалих було висунуте мелетіанами як слушний привід для свого відділення від церкви.
Після смерті Петра єпископ Александр Александрійський прийняв в спілкування Мелетія, при цьому останній подав Александру список всіх священних осіб, які, за словами його, були у нього в Єгипті: єпископів, пресвітерів і дияконів. Як пояснює Афанасій Великий, це було зроблено для того, щоб коли Мелетій, отримавши свободу в Церкві, не став називати багатьох і кожен день, кого захоче, помилково видавати за таких що мають священний сан .

## Розгляд на Нікейському соборі
Питанню розколу в «Єгипті, Лівії та Пентаполі» було присвячене шосте правило Нікейського собору, яке підтвердило, що єпископ Ликополя не повинен претендувати на владне становище своєї кафедри всупереч давнім звичаям. Різні коментарі дослідників викликали ті обставини, що всупереч існуючого після адміністративної реформи Діоклетіана поділу Єгипту, в постанові не була згадана Фіваїда, що стала осередком мелетіанского руху.
Щодо самих мелнтіан собор видав особливе послання. За Мелетієм був залишений тільки титул єпископа без права здійснення хіротонії та інших можливих для єпископа дій. Мелетіанські єпископи були залишені в своєму сані без права керування своїми провінціями, поки живі поставлені на їх місце католицькі єпископи, після чого мелетіани, за умови згоди населення, могли знову зайняти свою кафедру.

## Мелетіани і Афанасій Великий
Великий конфлікт за участю мелетіан був пов'язаний з обранням Афанасія Великого єпископом Александрії після смерті Александра Александрійського. Відомості про цей конфлікт суперечливі і виходять, переважно, від самого Афанасія і його прихильників. Відомо, що Александр помер 17 квітня 328 року, а Афанасій був обраний 8 червня того ж року. Така тривала затримка могла бути пов'язана як з відмовою включити мелетіанських єпископів в число вибірників, так і зі складністю отримання згоди імператора Костянтина на це призначення. Перші явні вказівки на виникнення конфлікту датуються 332 роком, коли в одному зі своїх Великодніх послань Афанасій повідомив про те, що він знаходився в імператорської резиденції, де «мелетіани, що там перебувають, нас переслідували своєю ненавистю і оббрехали перед Імператором, були осоромлені і вигнані звідти як наклепники, і були на цьому багато разів викриті » . Созомен повідомляє додаткові подробиці цієї історії: сторони обмінювалися взаємними звинуваченнями перед обличчям імператора, мелетіани звинувачували Афанасія в убивствах, укладанні і спалення церков, а той їх в неправомірних рукоположеннях, спотворенні Нікейського символу віри, збуренні й образі православних. Імператор, не знаючи кому вірити, заборонив Афанасію перешкоджати мелетіанам молитися в церквах, погрожуючи в разі порушення цієї вказівки вигнати Афанасія з Александрії . Повідомлення Афанасія про те, що вже в цей час мелетіани вступили в союз з аріанами, навряд чи достовірне.
Аналогічні звинувачення, включаючи звинувачення у вбивстві мелетіанского єпископа Арсенія, були пред'явлені Афанасію на Тирському соборі 335 року, в результаті якого Афанасій був засланий в Трір. Більшість церковних істориків вважають ці звинувачення безпідставними.
Проте, опубліковані в 1924 сером Ідрісом Беллом папіруси проливають додаткове світло на утиски, яким піддавалися мелетіани в Єгипті з боку Афанасія. Будучи переконаним антитринітарієм і вважаючи Афанасія Великого мало не особистим ворогом, Ісаак Ньютон вважав звинувачення які пред'являлись александрійському єпископу обґрунтованими. Доклавши значних зусиль для аналізу всіх доступних йому джерел, він прийшов до висновку, зокрема, про винність Афанасія у вбивстві Арсенія. На його думку, на соборі Афанасієм не був "пред'явлений" живий Арсеній, було тільки підроблений лист про те, що він живий. При цьому Ньютон вважав, що Афанасій був вигнаний не за свої релігійні переконання, а за свою обурливу поведінку. Свої висновки Ньютон виклав в неопублікованих за життя « Paradoxical Questions concerning the morals &amp; actions of Athanasius &amp; his followers ». Подібну точку зору поділяв Ричард Хенсон, яка характеризувала поведінку Афанасія як «бандитизм, …який нічого не має спільного з аріанською полемікою».

## В Антіохії
Мелетіанська схизма ,яка виникла на початку 360-х років і пов'язана з ім'ям Мелетія Антіохійського в Антіохії є окремим історичним епізодом (хоча також належать до аріанської суперечки ).